# 梅溪镇 (闽清县)
梅溪镇是中国福建省福州市闽清县下辖的一个镇。

## 行政区划
梅溪镇下辖以下地区：
梅溪社区、上埔村、榕院村、钟石村、榕星村、北溪村、樟洋村、石郑村、马洋村、渡口村、里寨村、建兴村、新民村、梅埔村、石湖村、石榴洋村委、扶山村、南泉村、廷洋村、塔峰村和桥东村。